# Kokoro Library
Kokoro Library (ココロ図書館 Kokoro Toshokan?) es una serie de manga escrita e ilustrada por Nobuyuki Takagi, cuyo nombre traducido al español es Biblioteca Kokoro. Fue adaptada luego a un anime moe dirigido por Kōji Masunari, quien también es conocido por haber sido director de las ovas y el anime de Read or Die (el cual también trata sobre los libros), y la serie Kamichu. 

## Argumento
Las hermanas Aruto, Iina y Kokoro son hijas del matrimonio de un soldado y una enfermera que decidieron construir la biblioteca. La misma es conocida como "el lugar donde suceden los milagros" y lleva el nombre de la hija menor. Tras la muerte de sus padres, las chicas llevan adelante la tarea de mantener la biblioteca en las mejores condiciones posibles, debiendo luchar con el problema de la falta de usuarios (por la distancia), la obtención de subvención para evitar el cierre y otros. Cada una de las chicas tiene una habilidad y pasatiempo particulares, siendo una de ellas una famosa escritora de novelas ligeras. Además, muestran mucha pasión por su trabajo e intentan evitar relaciones estereotipadas o muy formales con los usuarios.

## Personajes

### Familia Sun-Shindo
Kokoro (こころ?)
 Seiyū: Chiwa Saito
Es la hermana menor y la última en convertirse en bibliotecaria. Se caracteriza por ser muy cortés y hace todo lo posible para ayudar a sus clientes, incluso yendo tan lejos como para hacer visitas a domicilio para recoger libros atrasados. Le gusta leer, especialmente las novelas de Kirin Himemiya y se divierte regando las plantas creando arcoíris cuando lo hace. Tiene un gato llamado Kito y, a juzgar por su gusto en la decoración de su cuarto, siente un cariño especial por los gatos. Su pelo es muy largo y tiene un color parecido al de su hermana Aruto. Sus ojos son grises y su uniforme es rojo. Kokoro vive y trabaja con sus dos hermanas, Iina y Aruto. Sus padres fallecieron. Más adelante se revela que la madre de Kokoro murió apenas ella nació y su padre murió poco tiempo después.
Iina (いいな?)
 Seiyū: Miyuki Sawashiro
Es la hermana mayor. Su afición es la fotografía.
Aruto (あると?)
 Seiyū: Yumi Ichihara
Es la hermana del medio y una excelente cocinera. Le gusta escribir también. Tiene una faceta oculta para sus hermanas.
Jordi San (サン・ジョルディ San Jorudi?)
 Seiyū: Susumu Chiba
Padre difunto de las tres niñas.
Kokoro Shindo (進藤ココロ Shindō Kokoro?)
 Seiyū: Miyuki Sawashiro
Madre difunta de las tres niñas. Era una enfermera en un hospital de una zona de guerra, allí conoció a Jordi. Es muy similar en su apariencia a su hija menor.

### Familia Uezawa
Uezawa (上沢?)
 Seiyū: Shinichiro Miki
Jun Uezawa (上沢純 Uezawa Jun?)
 Seiyū: Shinichiro Miki

### Familia Inoue
Akari Inoue (井上あかり Inoue Akari?)
 Seiyū: Satomi Koorogi
Madre de Hikari. Un paciente en el hospital de guerra.
Hikari Inoue (井上ひかり Inoue Hikari?)
 Seiyū: Satomi Koorogi

## Media

### Anime

#### Lista de episodios
- 01. Voy a ser una bibliotecaria (司書になります | Shisho ni narimasu)
- 02. Lo que puedo hacer ahora (今の私にできること | Ima no watashi ni dekiru koto)
- 03. El secreto de Kirin (内緒のきりん先生)
- 04. El lema de un bibliotecario (司書のモットー)
- 05. La biblioteca dirigida (狙われた図書館)
- 06. El bibliotecario comparado (コンパロイドの司書)
- 07. El día de Kokoro se ha ido (こころがいない日)
- 08. Quiero ver a mi mamá (お母さんに逢いたい)
- 09. Milagro (奇蹟)
- 10. La biblioteca puede desaparecer ( 図書館がなくなる)
- 11. Diario de Joldy (ジョルディの日記)
- 12. Kokoro, Aruta e Iina( こころ あると いいな)
- 13. Invierno en la Biblioteca Kokoro (ココロ図書館の冬)

## Banda sonora
- Apertura: Beagle por Yasuko Yamano
- Cierre: Tsuki wa Miteta por Yasuko Yamano